# Faune entretingut per uns amors
Faune entretingut per uns amors és una escultura de marbre dels artistes italians Gian Lorenzo Bernini i el seu pare Pietro Bernini. Va ser executada els anys 1616 i 1617, quan Gian Lorenzo encara no havia complert vint anys. Actualment es troba en el Museu Metropolità d'Art a Nova York.

## Detalls escultòrics

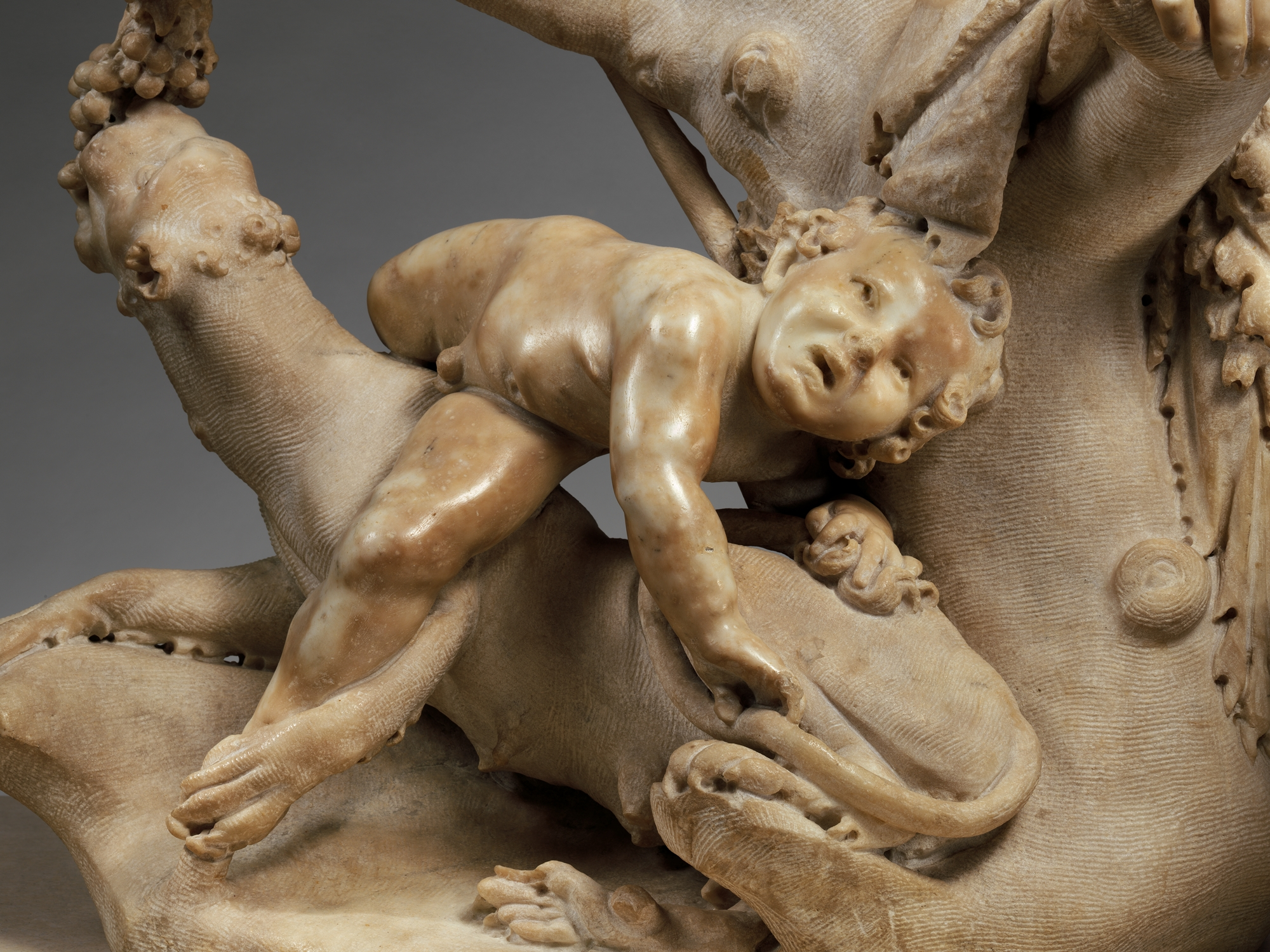
Detall d'un amoret
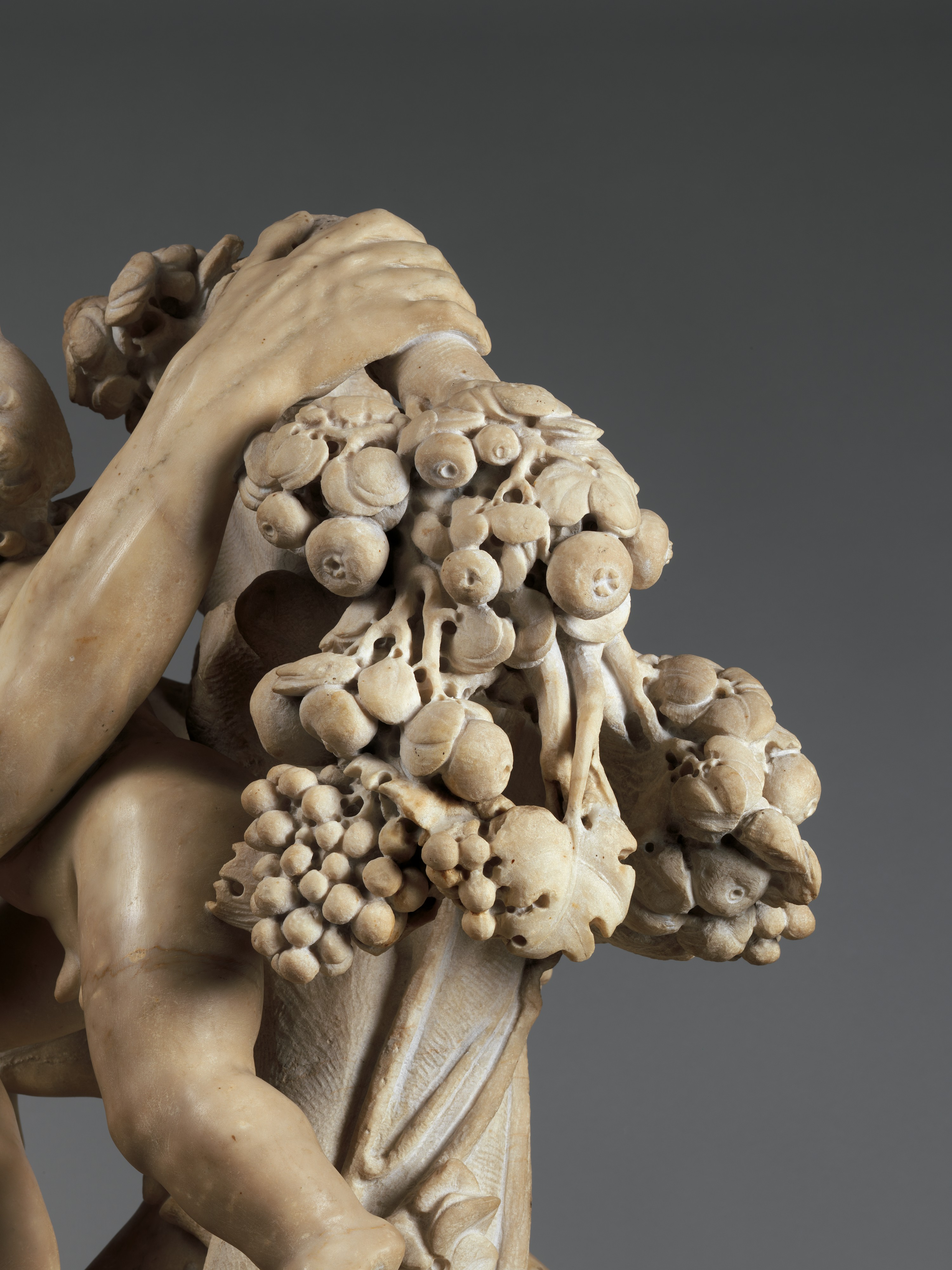
Detall del raïm
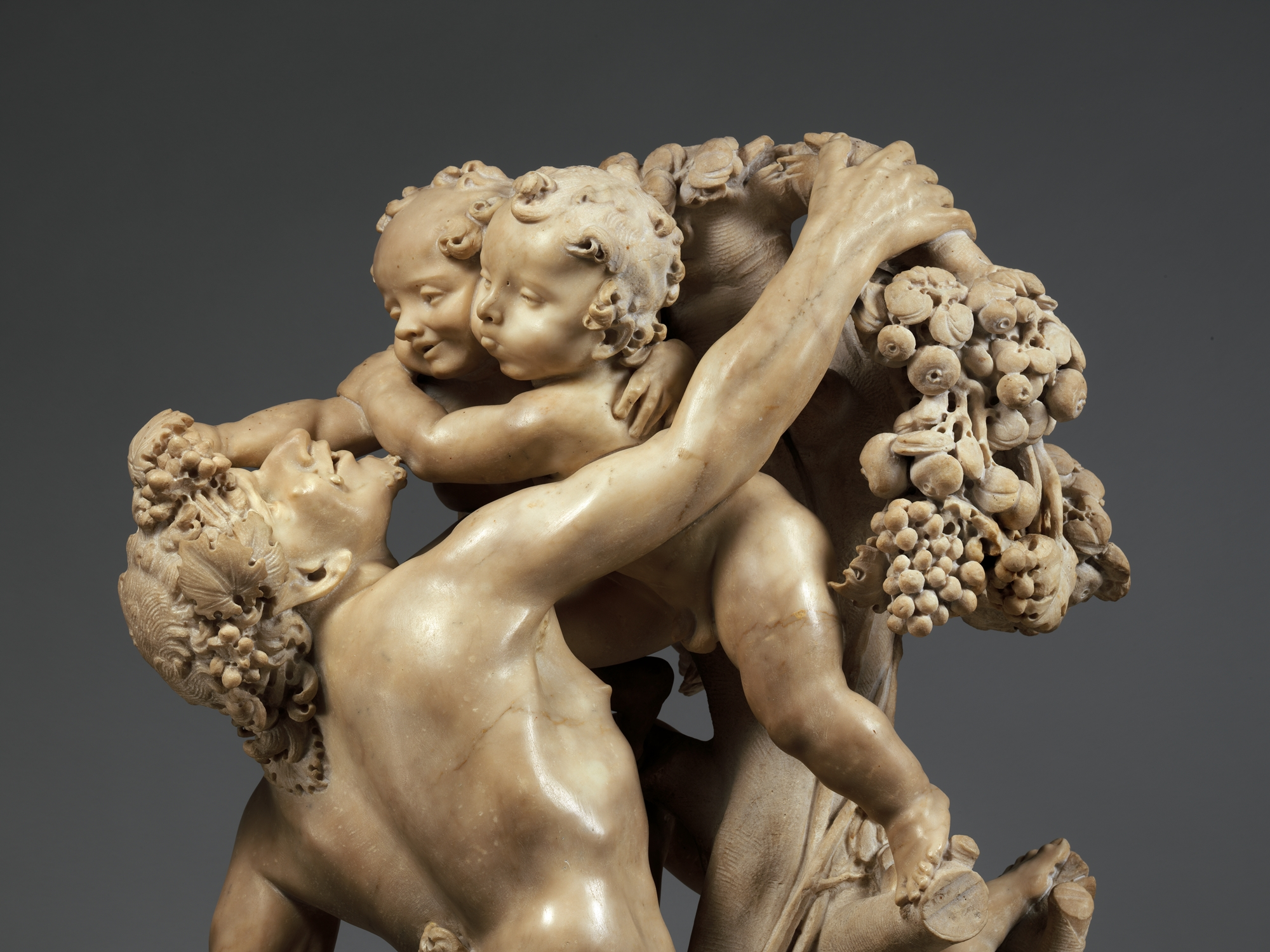
Detall superior